# ヨハン・ゼバスティアン・バッハの4声コラール集

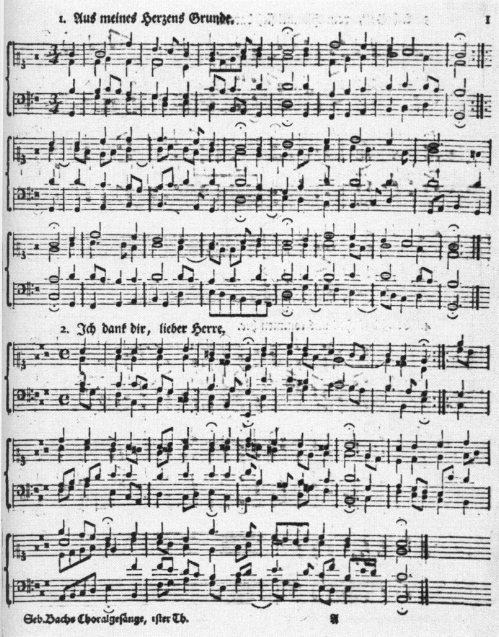
ブライトコプフ版 1784年

ヨハン・ゼバスティアン・バッハの4声コラール集、（-よんせいコラールしゅう、VIERSTIMMIGE CHORGESÄNGE）は、ヨハン・ゼバスティアン・バッハによる4声のコラール、讃美歌集。キリスト教のプロテスタントで歌われる賛美歌をソプラノとして、バッハがその下に３声部（アルト、テノール、バス）を付けたものである。ヨハン・フィリップ・キルンベルガー、カール・フィリップ・エマヌエル・バッハ共編。全4巻。バッハ作品主題目録番号BWV.253-438。バッハのコラールはプロテスタントの信仰を最善の方法でよくあらわしている。
元になる旋律の多くは時代が古いので、それに付けられた和声は、古典派以降の和声とはかなり趣が異なる場合が多い。

## 出版
1765年に100曲のコラール編曲を収録した第1巻が出版され、さらに1769年100曲を収録した第2巻が出版。1786年に第3巻。1787年に第4巻。
合計371曲のコラールが収録されているが、重複印刷があるため実際の曲数は348曲である。4曲はバッハのものでないとされるが各出版社によって収録曲数が大きく違う。キリスト生誕暦2000年の時点では、バッハのコラールのうち15曲が漏れている。

## 有名なコラール
- BWV262 Alle Menschen müßen sterben　すべての人は死ななければならない
- BWV302-303　Ein Feste Burg ist unser Gott 神はわがやぐら
- BWV392 Nun ruhen alle Wälder 草木も人も
- BWV397 O Ewigkeit, du Donnerwort おお永遠、そは雷のことば
- BWV402 O Mensch, bewein dein Sünde groß ひとよ、汝がつみの

## 参考
- 『バッハ4声コラール集』ベルリン放送合唱団（CD全曲収録）、ヴォルフガング・マルクス解説、石川陽一訳
- 『388　Vierstimmige Choralgesänge』　Editio Music Budapest、Score
- 『185　Four-Part Chorales』　Lea Pocket Scores, New York,　C.P.E.Bach Collection
- 『Sämtliche Choralsätze für vierstimmigen gemischten Chor』　BREITKOPF & HÄRTEL CHORBIBLIOTHEK BM 422